# Форд, Фрэнк
Фрэнсис Майкл Форд (англ. Francis Michael Forde; 18 июля 1890 — 28 января 1983) — австралийский политический деятель, 15-й премьер-министр Австралии.

## Биография
Родился в Митчелле, Квинсленд, в семье скотовода. Форд получил образование в католической школе Сент-Мэри Колледж Тувумба и стал учителем. Поселившись в Рокгемптоне, он вступил в лейбористскую партию и в группы образования рабочих.
В 1917 году был избран в Законодательное собрание Квинсленда от лейбористской партии по округу Рокхэмптон. В 1922 году оставил этот пост и был избран в Палату представителей Австралии от округа Каприкорния.
Вскоре Форд сделал карьеру в лейбористской партии. После победы лейбористов на выборах 1929 году Форд стал заместителем министра торговли и таможен в правительстве Джеймса Скаллина. В последние дни кабинета он стал министром торговли и таможен. Будучи одним из старейших членов парламента от лейбористов он потерпел поражение на выборах 1931 года и в 1932 г. стал заместителем лидера оппозиции. Он остается единственным заместителем лидера ЛПА из Квинсленда. После отставки Скаллина в 1935 году, Форд выдвигался на пост партийного лидера, но проиграл один голос Джону Кэртину, в основном из-за того что он поддерживал экономическую политику Скаллина.
Форд был верным заместителем, и в 1941 году, когда лейбористы вернулись к власти, он получил пост министра обороны — весьма важный пост во время войны. После того как 5 июля 1945 года умер Кэртин, в качестве заместителя лидера партии Форд 6 июля принёс присягу генерал-губернатору в качестве нового премьер-министра. Но на выборах лидера партии 13 июля он уступил Бену Чифли и Норману Макину. Победил Чифли, а Форд снова был избран заместителем лидера партии. На посту министра обороны он подвергался сильной критике за медленные темпы демобилизации. В результате потерял свой пост после выборов 1946 года, хотя лейбористы одержали убедительную победу.